# Medeno Polje (Banja Luka)
Pour l’article homonyme, voir Medeno Polje.
Medeno Polje (en serbe cyrillique : Медено Поље) est un faubourg de Banja Luka, la capitale de la république serbe de Bosnie, Bosnie-Herzégovine.
Medeno Polje est situé à l'est du centre ville.